# ديك كونينغهام
ديك كونينغهام (بالإنجليزية: Dick Cunningham)‏ هو لاعب كرة قدم أمريكية أمريكي، ولد في 12 أكتوبر 1944 في بوسطن في الولايات المتحدة.

## وصلات خارجية
- ديك كونينغهام على موقع مرجع كرة القدم المحترفة.كوم (الإنجليزية)